# Darko Marasovic
Ivica-Darko Marasovic, född 12 februari 1979, är en svensk före detta fotbollsspelare och tränare av kroatiskt ursprung.
Marasovic moderklubb är Malmö FF, där han började spela som sexåring. Han lämnade MFF 1999 och spelade tre säsonger för Šibenik i kroatiska högstaligan.
Marasovic gick 2001 till Bunkeflo IF, där han spelade fram till 2007 när klubben slogs ihop med Limhamns IF och blev Limhamn Bunkeflo. För Limhamn Bunkeflo spelade han fram till 2010 då han gick till division 2-klubben IFK Klagshamn. Under säsongen 2010 blev det dock inget spel på grund av en korsbandsskada.
Efter säsongen 2011 gick Marasovic till FC Trelleborg i division 4, där han var spelande assisterande tränare. Säsongen 2013 blev Marasovic klar för Malmö City FC. Han spelade två matcher för klubben. 2014 var han huvudtränare i NK Croatia. Marasovic spelade även matcher för klubben i division 5.
Han har spelat nio matcher för Kroatiens U21-landslag.